# Балдосов, Кажип
Кажип Балдосов (каз. Қажип Балдосов; 1899 год Атжаксы, Темирский район, Актюбинская область — ?) — старший табунщик колхоза «25 лет Казахской ССР» Темирского района Актюбинской области, Казахская ССР. Герой Социалистического Труда (1948).

## Биография
Балдосов Кажип родился в 1899 году в местечке Атжаксы Темирском районе Актюбинской области в семье крестьянина-бедняка. Казах по национальности.
С 16 лет начал трудовую деятельность, работая батраком у местных баев. С созданием в Темирском районе первого колхоза «Кошасай» стал одним из первых его членов и активно включился в работу, занимаясь различными хозяйственными задачами.
С 1937 года работал табунщиком в колхозе «Кошасай», посвятив этой должности 25 лет, вплоть до выхода на персональную пенсию в 1962 году. За это время преодолел множество трудностей и внес значительный вклад в развитие колхозного животноводства.
Во время Великой Отечественной войны был призван на фронт. Получил тяжелую контузию, после чего был демобилизован. Вернувшись в родные края, продолжил работу табунщиком и активно занимался улучшением породности лошадей, внедряя новые методы содержания и разведения.
За 1946–1947 годы Кажип добился значительных успехов в сохранении и содержании поголовья лошадей, благодаря чему колхоз смог улучшить продуктивность животноводства. 
В 1947 году при табунном содержании вырастил 56 жеребят от 56 кобыл.
В марте 1962 года вышел на персональную пенсию местного значения. Жил в местечке «Кошасай», 6 отделения Кенкиякского совхоза. 

### Общественная деятельность
Дважды был депутатом Темирского районного Совета от Кенкиякского избирательного округа в 1948 и 1950 годах.
Дважды избирался депутатом Актюбинского областного Совета депутатов трудящихся от Темирского избирательного округа в 1959 и 1961 годах.
В 1954 году стал участником Всесоюзной сельскохозяйственной выставки, представляя достижения колхоза «Кошасай» и личные заслуги в развитии коневодства.

## Награды
Указом Президиума Верховного Совета СССР от 23 июля 1948 года «за получение высокой продуктивности животноводства в 1947 году» удостоен звания Героя Социалистического Труда с вручением ордена Ленина и золотой медали «Серп и Молот».

## Семья
В семье четверо детей. Две дочери вышли замуж, а сын Култур продолжил семейное дело, работая главным зоотехником совхоза «Кенкияк».